# Dryobotodes aulombardi
Dryobotodes aulombardi är en fjärilsart som beskrevs av Plante 1990. Dryobotodes aulombardi ingår i släktet Dryobotodes och familjen nattflyn. Inga underarter finns listade i Catalogue of Life.